# Gyula Szöreghy
Gyula Szöreghy (ou Julius von Szöreghy) est un acteur et réalisateur hongrois né le 30 novembre 1883 et mort le 22 décembre 1942.

## Filmographie partielle

### Comme réalisateur
- 1920 : Casanovas erste und letzte Liebe[2]

### Comme acteur
- 1920 : Casanovas erste und letzte Liebe[2]
- 1922 : Die Tragödie eines verschollenen Fürstensohnes d'Alexander Korda
- 1923 : Le Jeune Médard ou Pour l'honneur (Der junge Medardus) de Michael Curtiz
- 1924 : Le Roi du cirque (Max, der Zirkuskönig) d'Édouard-Émile Violet et Max Linder
- 1927 : Une Dubarry moderne (Eine Dubarry von heute) d'Alexander Korda
- 1927 : Maquillage (Da hält die Welt den Atem an) de Felix Basch
- 1927 : Aveugle (Die heilige Lüge) de Holger-Madsen
- 1928 : Luther – Ein Film der deutschen Reformation de Hans Kyser
- 1928 : La Dame au masque (Die Dame mit der Maske) de Wilhelm Thiele
- 1928 : La Dame en noir (Die Dame in Schwarz) de Franz Osten
- 1928 : Die Todesschleife d'Arthur Robison
- 1928 : Princesse Olala (Prinzessin Olala) de Robert Land
- 1928 : Le Crime de Vera Mirzewa (Der Fall des Staatsanwalts M...) de Rudolf Meinert et Giulio Antamoro
- 1929 : Der Zigeunerprimas de Carl Wilhelm
- 1930 : Das Kabinett des Dr. Larifari de Robert Wohlmuth
- 1931 : Victoria et son hussard (Viktoria und ihr Husar) de Richard Oswald
- 1939 : Deux Filles dans la rue (Két lány az utcán) d'André de Toth